# Savstrup Å Dalbro
|  | Sammenskrivningsforslag Artiklerne Holstebromotorvejen, Savstrup Å Dalbro er foreslået sammenskrevet. (Siden januar 2017) Diskutér forslaget |

 Savstrup Å Dalbro  er en dalbro, der går henover Savstrup Å  øst for Holstebro. 
Broen bærer den firesporede Holstebromotorvej, primærrute 18, der går mellem Holstebro og Herning.
Broen skal sikre at hjorte og andre dyr uforstyrret kan passere under motorvejen og give mulighed for at dyrelivet og naturen fortsat kan leve så uforstyrret som mulig.
56°21′30″N 8°43′57″Ø / 56.3584°N 8.7326°Ø